# Les Useres
Useras är en ort i Spanien.   Den ligger i provinsen Província de Castelló och regionen Valencia, i den östra delen av landet, 300 km öster om huvudstaden Madrid. Useras ligger 401 meter över havet och antalet invånare är 990.
Terrängen runt Useras är kuperad åt sydväst, men åt nordost är den platt. Runt Useras är det glesbefolkat, med 15 invånare per kvadratkilometer. Närmaste större samhälle är L'Alcora, 10,5 km söder om Useras. Omgivningarna runt Useras är i huvudsak ett öppet busklandskap.